# 14 mars 2005
Le lundi 14 mars 2005 est le 73e jour de l'année 2005.

## Décès
- Akira Yoshizawa (né le 14 mars 1911), est considéré comme le maître de l'art japonais du pliage
- Pierre Bonnassie (né le 24 novembre 1932), historien médiéviste français
- Jacques Latscha (né le 25 septembre 1927), homme politique et juriste français
- Pierre Satgé (né le 15 janvier 1913), pédiatre français

## Autres événements
- Plus d'un million de personnes manifestent dans les rues de Beyrouth pour protester contre l'assassinat du Premier ministre Rafiq Hariri le 14 février précédent, donnant naissance à l'« Alliance du 14-Mars » puis à un groupe parlementaire appelé « bloc du 14-Mars », menant à la création de l'Alliance du 14-Mars
- Chine-Taïwan : l'Assemblée nationale de la République populaire a voté une loi permettant l'usage de la force si la République de Chine (Taïwan) déclare son indépendance. La République populaire considère Taïwan comme une province rebelle ; sur l'île, des mouvements politiques veulent depuis quelques années se déclarer formellement indépendants de la Chine.
- États-Unis, Californie : saisi sur le fond par le maire de San Francisco, Gavin Newsom, un juge de la ville a estimé qu'une loi californienne qui limiterait le mariage à une union entre un homme et une femme serait anticonstitutionnelle car elle ne respecterait pas l'égalité entre les citoyens. Le juge affirme dans sa décision que « pour résumer, des mariages entre personnes du même sexe ne peuvent pas être interdits uniquement parce que la Californie a toujours agi comme ça ». Lors des dernières élections en novembre 2004, onze États des États-Unis avaient adopté par référendum des législations interdisant le mariage homosexuel[1].
- Québec : le mouvement étudiant prend de l'ampleur. 100 000 étudiants sont actuellement en grève pour réclamer l'abolition de la réforme des prêts et bourses qui transforme 103 M$ de bourses en prêts. Le mouvement prend de l'ampleur et plus de 200 000 étudiants risquent de débrayer mercredi le 16 mars. Le gouvernement entend proposer des pistes de « solutions porteuses » d'ici la fin de la semaine à la FEUQ (Fédération Étudiante Universitaire du Québec) et à la FECQ (Fédération étudiante collégiale du Québec). Ces deux associations étudiantes ont rappelé aujourd'hui au gouvernement Charest qu'elles ne signeraient pas d'entente en deçà des 103 M$ réclamés. Rappelons que le ministre Fournier a écarté la CASSÉÉ (Coalition de l'ASSÉ Élargie) des négociations car elle n'a pas voulu condamner les actes de « violence » de la semaine dernière.
- ONU : à Genève (Suisse), la Commission des droits de l'homme débute sa 61e session, qui s'achèvera le 22 avril. Louise Arbour, haute commissaire de l'ONU aux droits de l'homme a déclaré dans son discours : « Qu'il s'agisse de faire face à des situations de violations à grande échelle ou de violations sporadiques des droits de l'homme, notre approche des droits de l'homme, en matière de diplomatie — à la fois aux plans bilatéral et multilatéral, demeure insatisfaisante. » Mme Arbour a également rappelé que « l'obligation de respecter et d'assurer l'application des droits de l'homme incombait aux États. Quand les États violent ces droits, a-t-elle poursuivi, soit directement du fait de leurs propres actions, soit indirectement en échouant à mettre en œuvre les traités ou à contraindre d'autres entités à les respecter, ils en portent la responsabilité. » — [2]
- Togo : plusieurs partis politiques d'opposition ont désigné Emmanuel Akitani Bob de l'Union des forces de changement (UFC) comme leur candidat unique à l'élection présidentielle du 24 avril 2005. Il s'était déjà présenté à l'élection de 2003 et avait recueilli un tiers environ des suffrages derrière le président Gnassingbé Eyadéma.
- France, Conseil d'État : saisie en urgence par Bruno Gollnisch, professeur à l'université de Lyon-3 et par ailleurs délégué général du Front national, à la suite de diverses déclarations à son encontre faites par Alain Morvan, recteur de l'Académie de Lyon, déclarations faisant suite aux propos controversés tenus par M. Gollnisch lors d'une conférence de presse le 11 octobre 2004, la section du Contentieux du Conseil d'État – juridiction administrative française suprême – ordonne « aux autorités administratives ayant à connaître de l'action disciplinaire qui a été engagée à l'encontre de M. Bruno Gollnisch, en raison des propos qu'il a tenus le 11 octobre 2004, de s'abstenir de prendre des positions publiques, tant à son sujet qu'en ce qui concerne les poursuites pénales diligentées du fait de ces mêmes propos, dans des conditions qui seraient contraires au principe de la présomption d'innocence », ainsi que le versement par l'État à M. Gollnisch d'une somme de 2 000 euros au titre de l'article L. 761-1 du code de justice administrative[3],[4],[5].
- Sortie du trente-huitième single de Mylène Farmer : Fuck Them All
- Début de la diffusion de la telenovela brésilienne América
- Parution du troisième album studio de Daft Punk : Human After All
- Parution de l'album de Moby : Hotel
- Sortie de l'album : Avant que l'ombre...
- Sortie de la compilation Timbaland and Magoo: Present
- Sortie du troisième album de Raphael : Caravane
- Sortie de l'album Alligator
- Lancement en France d'Ushuaïa TV
- Adoption en Chine de la loi antisécession
- Première diffusion de l'émission Le Plus Grand Français de tous les temps
- Sortie du premier album de The Bravery : The Bravery